# Puig Margarell
El Puig Margarell és una muntanya de 1.356 metres que es troba al municipi de la Ribera d'Urgellet, a la comarca de l'Alt Urgell.